# Lines

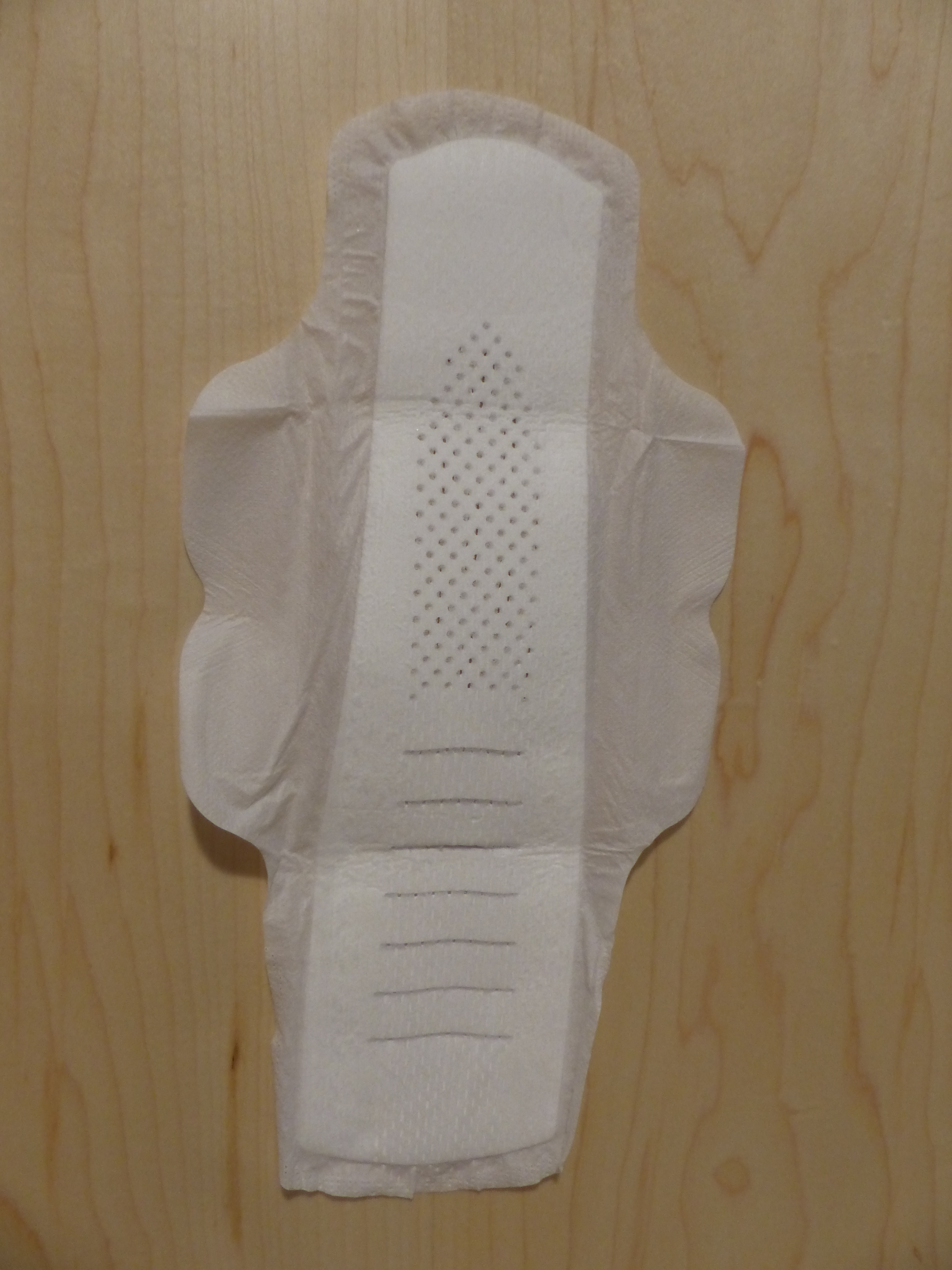
Un assorbente Lines

Lines è un marchio attivo nella produzione di assorbenti per l'igiene e la protezione intima femminile: assorbenti, salvaslip, prodotti specifici per perdite urinarie e detergenti intimi. Produce anche pannolini per bebè.

## Storia
Creato nel 1958 dalla Fater, azienda del Gruppo Angelini, divenne nel 1992 una joint venture paritetica fra Angelini e la multinazionale Procter & Gamble.
Dagli anni 70 agli anni 90 l'azienda si occupò anche dei pannolini per bambini Lines (storico come testimonial l'ippopotamo Pippo, dal Carosello fino alle ultime pubblicità negli anni 90), ma poi questa linea venne ceduta alla Kimberly-Clark, che li ha fusi con il loro marchio Huggies, fino alla sospensione del marchio Lines per i pannolini, linea tornata nel 2021 col nome Lines baby.